# Ciclésonide
Le ciclésonide est un glucocorticoïde utilisé pour traiter l'asthme persistant chez l'adulte et l'adolescent (12 ans et plus). Il est commercialisé en France sous le nom de marque Alvesco par le Laboratoire Takeda France depuis le 23 février 2009,. Ce médicament d'action locale contient un corticoïde qui possède une activité anti-inflammatoire marquée sur les muqueuses, notamment celles des bronches. Il est utilisé dans le traitement continu de l'asthme persistant chez l'adulte et l'adolescent mais n’empêche pas les crises d’asthmes. Il est commercialisé en outre aux États-Unis depuis le 23 octobre 2006 et au Canada sous les noms de Omnaris/Omniair pour les rhinites allergiques.
Le ciclésonide est une pro-drogue, ce qui signifie que le médicament est administré sous forme inactive et est activé par une enzyme en un métabolite actif dans l’organisme. Ce principe actif est un stéroïde de synthèse dont la structure est basée sur un fragment de prostane hydroxylé.

## Historique
Le traitement de l'asthme grâce à l'inhalation de corticoïdes a été instauré dans les années 1980. La synthèse du ciclésonide a été proposée le 27 mars 2003 et brevetée à partir du 26 mars 2004 par Beate Schmidt de l'industrie "Altana Pharma Ag".
Le médicament est commercialisé en France depuis le 23 février 2009,.

## Ciclésonide

### Caractéristiques générales
Le ciclénoside est un composé appartenant aux gluco/minéralocorticoïdes, progestatifs et dérivés. Ce sont des stéroïdes dont la structure est basée sur un fragment de prostane hydroxylé. elle est utilisée dans des médicaments tel que l'Alvesco ou l'Omnaris pour contrôler l'asthme persistant chez les adultes et les enfants. La forme galénique de ce principe actif est l'aérosol. La molécule de ciclésonide possède une faible affinité par les récepteurs glucocorticoïdes. Afin d'être efficace elle subit un métabolisme enzymatique qui va produire un métabolite actif nommé le C21- déméthylpropionyl-ciclésonide ou désisobutyryl-ciclésonide. C'est ce métabolite qui agira sur les récepteurs glucocorticoïdes.

#### Nom commercial[6]
- Alvesco (France)
- Omnaris (Canada, États-Unis)
- Omniair (Canada, États-Unis)
- Zetonna

#### Taxonomie
C’est un composé organique appartenant à :
- La super-classe des lipides
- La classe des stéroïdes et dérivés de stéroïdes
- La sous-classe des gluco/minéralocorticoïdes, progestatifs et dérivés.

Le ciclésonide est identifiable par un test sur chromatographie liquide à phase inverse puis une révélation sous lumière ultra-violet (U.V) (reverse-phase high-performance liquid chromatography with U.V. detection.).

### Posologie
Pour un patient atteint d'asthme sous une forme légère la dose prescrite est de 160 microgrammes par jour ; cependant la dose pour les cas d'asthme sévère s'élève à 640 microgrammes par jour ce qui revient à deux doses de 320 microgrammes par jour.

### Contre-indications et effets indésirables[8]
Le traitement contre l'asthme à l'aide de ciclésonide ne possède pas de contre-indications particulières si ce n'est pour les patients atteints d'une hypersensibilité au ciclésonide ou à un excipient.
En ce qui concerne les effets indésirables durant une grossesse, des études sur des animaux ont montré une possibilité de malformation du nouveau-né mais aucune étude sur l'être humain n'a été réalisée. Le nouveau-né doit cependant faire l'objet d'un contrôle quant à la présence d'un hypoadrénalisme. L'administration du médicament à une femme enceinte ou qui allaite ne se fait donc que si le bénéfice pour la mère est supérieur au risque pour le nouveau-né.
En ce qui concerne l'aptitude à conduire après inhalation du médicament, aucun effet ou seulement un effet négligeable a été constaté.
Chez les sportifs, ce médicament contient une substance susceptible de rendre positifs certains tests antidopage.
Comme tout principe actif administré sous forme d’aérosols, le médicament peut entrainer :
- candidose (également appelée muguet) de la bouche et de la gorge.
- irritation de la bouche et de la gorge, toux, voix rauque.
- rarement : réaction allergique (éruption cutanée, démangeaisons, urticaire, œdème de Quincke).
- très rarement : glaucome, cataracte.

### Transformation en métabolisme
La transformation en métabolite du ciclésonide se fait par une voie enzymatique directement dans les poumons puisqu’il est administré par aérosols, ce sont les cellules des tissus pulmonaires qui vont être mises en contact avec la molécule en premières. Le type d'enzymes qui est impliqué dans la production de ce métabolite sont les estérases pulmonaires, et plus particulièrement la Carboxylestérase et la Cholinestérase.Le taux de liaison du ciclésonide aux protéines plasmatiques humaines est en moyenne de 99 %.

Cette transformation peut aussi avoir lieu dans d’autres organes tels que le foie où l’on trouve des isoenzymes comme la cytochrome P450.

réaction de l'hydrolyse enzymatique du ciclésonide produisant la molécule C21-desisobutyryl-ciclésonide.

## Le métabolite

### Les caractéristiques
Le ciclésonide a un coefficient d'absorption oral inférieur au coefficient nasal parce que sa métabolisation rapide se fait plus rapidement dans les voies aériennes.
Le ciclésonide hydrolysé en son métabolite, le C21-desisobutyryl-ciclésonide (des-ciclésonide ou des-RM1), a une activité anti-inflammatoire et une affinité pour le récepteur des glucocorticoïdes qui est 120 fois supérieure à celle du composé parent. Les corticostéroïdes se sont révélés avoir une large gamme d'effets (principalement inhibiteurs) sur plusieurs types de cellules (par exemple, les mastocytes, les éosinophiles, les neutrophiles, les macrophages et lymphocytes) et des médiateurs (par exemple, l'histamine, les eicosanoïdes, les leucotriènes et les cytokines) impliqués dans l'inflammation allergique.

### Action du métabolite
Le métabolite actif se lie aux récepteurs glucocorticoïdes principalement dans les poumons et exerce une action inhibitrice.

Les actions anti-inflammatoires des glucocorticoïdes sont supposées entraîner des protéines inhibitrices de la phospholipase A2 : les lipocortines. Les phospholipases garantissent la biosynthèse de médiateurs puissants d'inflammation tels que les prostaglandines et leucotriènes. Le ciclésonide réduit ainsi la réaction inflammatoire en limitant la dilatation capillaire et la perméabilité des structures vasculaires. Ceci limite l'accumulation de leucocytes polynucléaires et macrophages, et réduit la libération de quinines vasoactives. Des recherches récentes suggèrent que les corticostéroïdes peuvent inhiber la libération de l'acide arachidonique des phospholipides, réduisant ainsi la formation de prostaglandines. Sur la liaison, le complexe ligand-corticorécepteur se transloque lui-même dans le noyau cellulaire où il se lie à de nombreux éléments de réponse aux glucocorticoïdes (GRE) dans la région du promoteur des gènes cibles. Le récepteur lié à l'ADN interagit avec les facteurs de transcription de base, ce qui provoque une augmentation ou une diminution de l'expression de gènes cibles spécifiques, y compris la suppression de l'expression d'IL2 (interleukine 2).

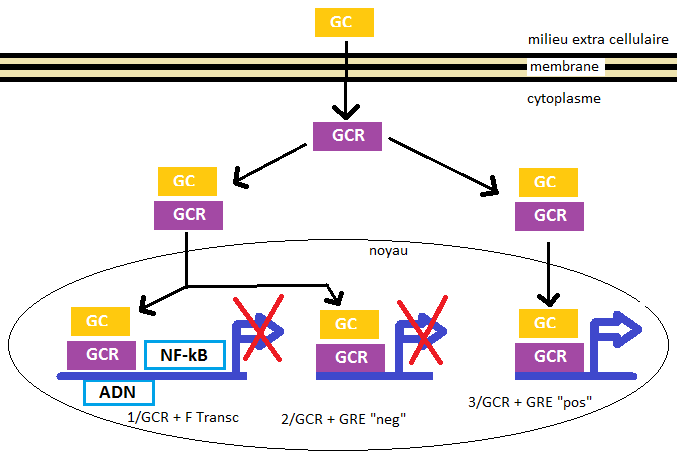
schéma représentant l'action de la molécule C21-desisobutyryl-ciclésonide (métabolite du cilsonide) sur son récepteur dans l'organisme.

Mode d’action génomique des glucocorticoïdes : La fixation de glucocorticoïdes (GC) sur leur récepteur (GCR) intracytoplasmique entraîne l’activation du GCR et son passage dans le noyau où il interagit avec la transcription des gènes.
1. Interaction avec un facteur de transcription, ici NF-kappaB, conduisant à la répression de transcription des gènes pro-inflammatoires contrôlés par ce facteur de transcription.
2. Interaction avec l’ADN et des GRE « négatives » qui inhibe la transcription de gènes pro-inflammatoires.
3. Interaction avec l’ADN et des GRE « positives » qui induit la transcription de gènes antiinflammatoires.

## Différences avec d'autres principes actifs et médicaments contre l'asthme
Le ciclésonide est passé devant la commission de transparence de la Haute Autorité de santé (HAS), le 18 juillet 2012 pour être comparé à d'autres médicaments permettant de lutter contre l'asthme. Cette étude a permis de comparer l'efficacité de le ciclésonide. il en résulte deux données qui sont :
- le service médical rendu (SMR) : « Le service médical rendu par [le ciclésonide] 80 et 160 µg/dose, solution pour inhalation en flacon pressurisé est important. »
- l'amélioration du service médical rendu (ASMR) : « [Le ciclésonide] 80 µg/dose et 160 µg/dose, solution pour inhalation en flacon pressurisé n'apportent pas d'amélioration du service médical rendu (ASMR V) par rapport aux autres corticoïdes inhalés indiqués dans le traitement de l'asthme persistant. »

Quelques médicaments strictement comparables :
- béclométasone
- budénoside
- fluticasone

Ces trois médicaments ont exactement le même mécanisme d'action que le ciclésonide dans l'organisme ; ils diffèrent principalement par les excipients et les doses auxquels ils sont administrés. Le principal avantage du ciclésonide est qu'il peut être administré en une prise par jour et permet un traitement de fond suffisant.
Quelques médicaments non strictement comparables : (certains diffèrent des médicaments strictement comparables seulement sur les doses d'administration)
- mométasone
- fluticasone
- budénoside
- béclométasone

Ces médicaments assurent une action toujours très proche de celle du ciclésonide mais différent par quelques points d'action spécifiques d'un point de vue action métabolique.
Dans cette étude, le ciclésonide n'a été comparé qu'à d'autres médicaments utilisés dans le traitement de fond de l'asthme.

### Médicament de traitement de crises d'asthme
Dans le cas de crises d'asthme, les principes actifs ne sont plus les mêmes, il s'agit pour la plupart de bronchodilatateurs bêta-2 mimétiques d'action rapide administrée sous forme inhalée. Ces principes actifs vont avoir pour rôle de dilater les bronches en agissant sur les cellules musculaires et non plus sur les cellules de l'immunité humorale. Le mécanisme d'action n'est alors plus le même que pour les corticostéroïdes.